# Dăbâca
Dăbâca (Alemãο:Dobeschdorf) é uma é uma comuna romena com 50 km² de área e 1 804 habitantes (censo de 2002).